# Epicrates assisi
Espèce
Synonymes
- Epicrates cenchria assisi Machado, 1945
- Epicrates cenchria xerophilus Amaral, 1954

Statut CITES
Epicrates assisi est une espèce de serpents de la famille des Boidae.

## Répartition
Cette espèce est endémique du Brésil. Elle se rencontre dans les États du Piauí, de Bahia et du Minas Gerais.

## Publication originale
- Machado, 1945 : Observações sobre ofídios do Brasil. Boletim do Instituto Vital Brazil, vol. 5, p. 47–66.